# Nuovo Sacher
Pour les articles homonymes, voir Sacher.
Le Nuovo Sacher est une salle de cinéma italienne reprise par Nanni Moretti en 1991 située au 1, Largo Ascianghi dans le quartier de Trastevere à Rome.

## Historique
Le lieu est construit durant la période de l'Italie fasciste entre 1936 et 1938, près de la porta Portese, comme bâtiment annexe de l'agence de monopole public, l'Administration autonome des monopoles d'État (it) dont elle porte toujours la mention sur le frontispice. Il est situé en face de la Casa della Gioventù italiana del littorio (GIL) et a été édifié sur les plans de l'architecte Ettore Rossi (it) dans un style rationaliste.
Après la guerre, le bâtiment est transformé en théâtre de variétés, projetant aussi des films, puis devient un cinéma à part entière dans les années 1960 sous le nom de Cinema Teatro Arena Nuovo.
Nanni Moretti reprend cette salle en 1991, elle s'appelle alors le Cinema Nuovo. Pour des raisons administratives, il ne peut en modifier le nom, mais il lui est possible d'y rajouter quelque chose : il l'appelle alors le « Cinema Nuovo Sacher ». La salle ouvre en novembre 1991 avec à l'affiche le film Riff-Raff de Ken Loach.
Le nom des sociétés de production (Sacher Film, 1986) et de distribution (Sacher Distribuzione, 1997), comme ceux du Premio Sacher (1989) et du Sacher Festival (1996) qui lui font suite, est inspiré par la Sachertorte, pâtisserie au chocolat citée par le cinéaste dans Bianca.